# Stanisław Ożóg (żołnierz)
Stanisław Ożóg, ps. „Orzeł” (ur. 14 stycznia 1894 w Skawinie, zm. 4 lipca 1916 pod Kościuchnówką) – sierżant Legionów Polskich, działacz niepodległościowy, kawaler Orderu Virtuti Militari.

## Życiorys
Urodził się 14 stycznia 1894 w Skawinie, w ówczesnym powiecie wielickim Królestwa Galicji i Lodomerii, w rodzinie Pawła i Zofii z domu Kuta. Był wychowywany przez brata Jana i jego żonę Klementynę. Ukończył siedem klas szkoły powszechnej w rodzinnej miejscowości. W 1913 był współorganizatorem Związku Strzeleckiego w Skawinie. Od sierpnia 1914 ochotnik w Legionach Polskich. Żołnierz w 2 batalionie, 1 kompanii 5 pułku piechoty Legionów Polskich.
Szczególnie odznaczył się w walce pod Konarami i Urzędowem. „W bitwie pod Kościuchnówką dowodził plutonem. Osobistą odwaga i poświęceniem poderwał swoich żołnierzy do ataku na Polską Górę, /.../ Zginął przed linią okopów nieprzyjacielskich”. Za tę postawę został pośmiertnie odznaczony Orderem Virtuti Militari. Był kawalerem, nie miał dzieci.

## Ordery i odznaczenia
- Krzyż Srebrny Orderu Wojskowego Virtuti Militari nr 6506 – pośmiertnie, 17 maja 1922[4][5][2][6][7]
- Krzyż Niepodległości – pośmiertnie, 17 marca 1932 „za pracę w dziele odzyskania niepodległości”[8][1][9][2]